# 아시아의 포르투갈어
가장 포괄적이고 최신 과학 연구(2025년 에스놀로그 기준)에 따르면, 포르투갈어는 아시아에서 약 32만 명의 총 사용자 수를 가진 매우 작은 화자 공동체(대부분 L2 화자)에 의해서만 사용된다. 이 화자들은 과거 포르투갈 식민지였던 지역, 특히 공식 언어이긴 하나 널리 사용되지 않거나 이민자들에 의해 사용되는 마카오와 동티모르에 분포하며, 아시아에서 가장 큰 포르투갈어 원어민 공동체가 위치할 가능성이 높은 일본 내 브라질인뿐만 아니라 일부 아프로아시안과 루소-아시안에 의해서도 사용된다. 인도네시아 라란투카와 인도 다만 디우에서는 포르투갈어가 종교적인 의미를 지닌다. 다만 포르투갈-인도 협회에 따르면 이 지역에 포르투갈어 화자는 10,000명에서 12,000명 정도이다. 그러나 에스놀로그의 예측은 훨씬 더 비관적이며, 포르투갈어가 인도에서 거의 완전히 소멸되고 있으며 L2 화자 1,500명 규모의 학생 공동체만 남아있다고 시사한다.
이 주제에 대한 통계는 매우 다양하여, 동티모르 인구조사 데이터(2015/2022)에 의존하면 아시아 전체 화자 수가 훨씬 더 높을 수 있다. 이 데이터는 자료에 따라 동티모르인의 최대 30~60%가 읽기, 말하기, 쓰기 등 포르투갈어 능력을 어느 정도 가지고 있음을 나타낸다. 이 통계를 고려하면 아시아 포르투갈어 총 화자 수는 110만 명에 달할 수 있다. 그러나 에스놀로그가 수행한 포괄적인 연구는 동티모르인이 보여주는 포르투갈어 숙련도가 대체로 기초적인 수준일 수 있으며 63,000명의 유창한 화자 수가 더 확실하다고 지적한다.

## 지리적 분포

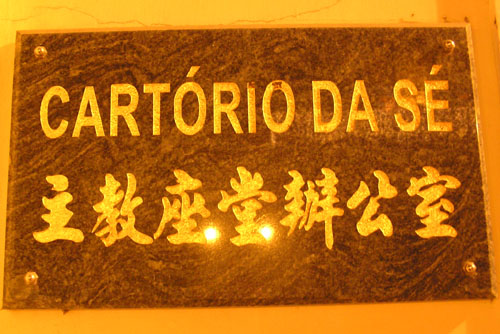
마카오의 이중 언어 표지판

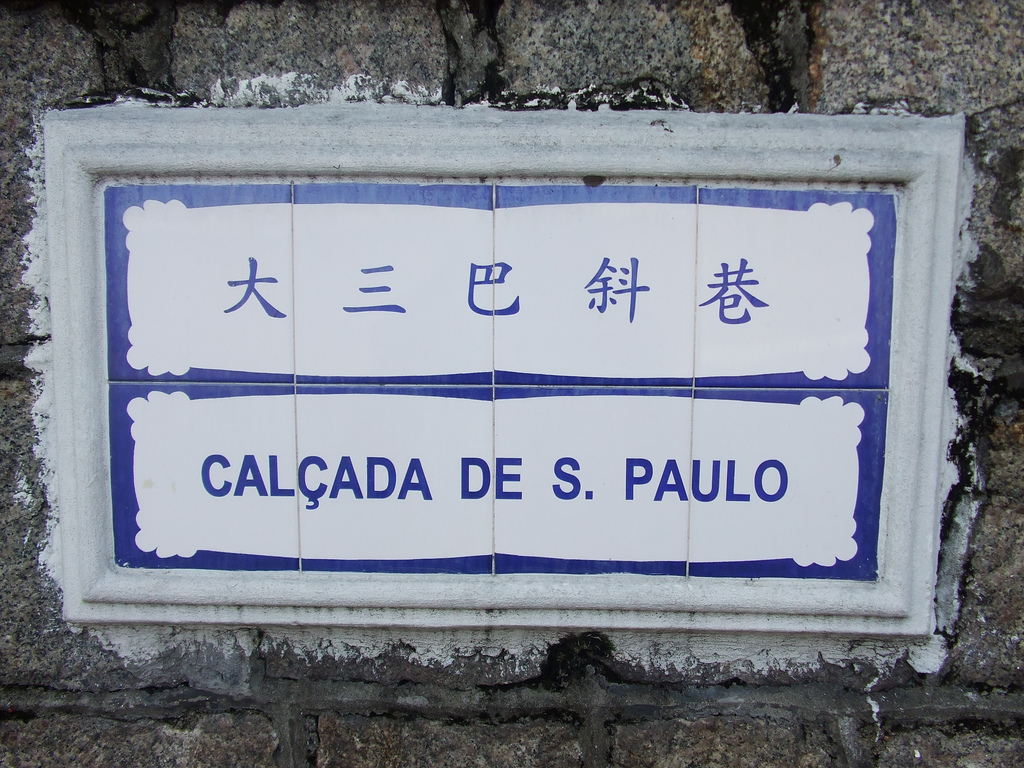
마카오의 이 거리 표지판에서 볼 수 있듯이 포르투갈어와 중국어는 마카오의 공식 언어이다.

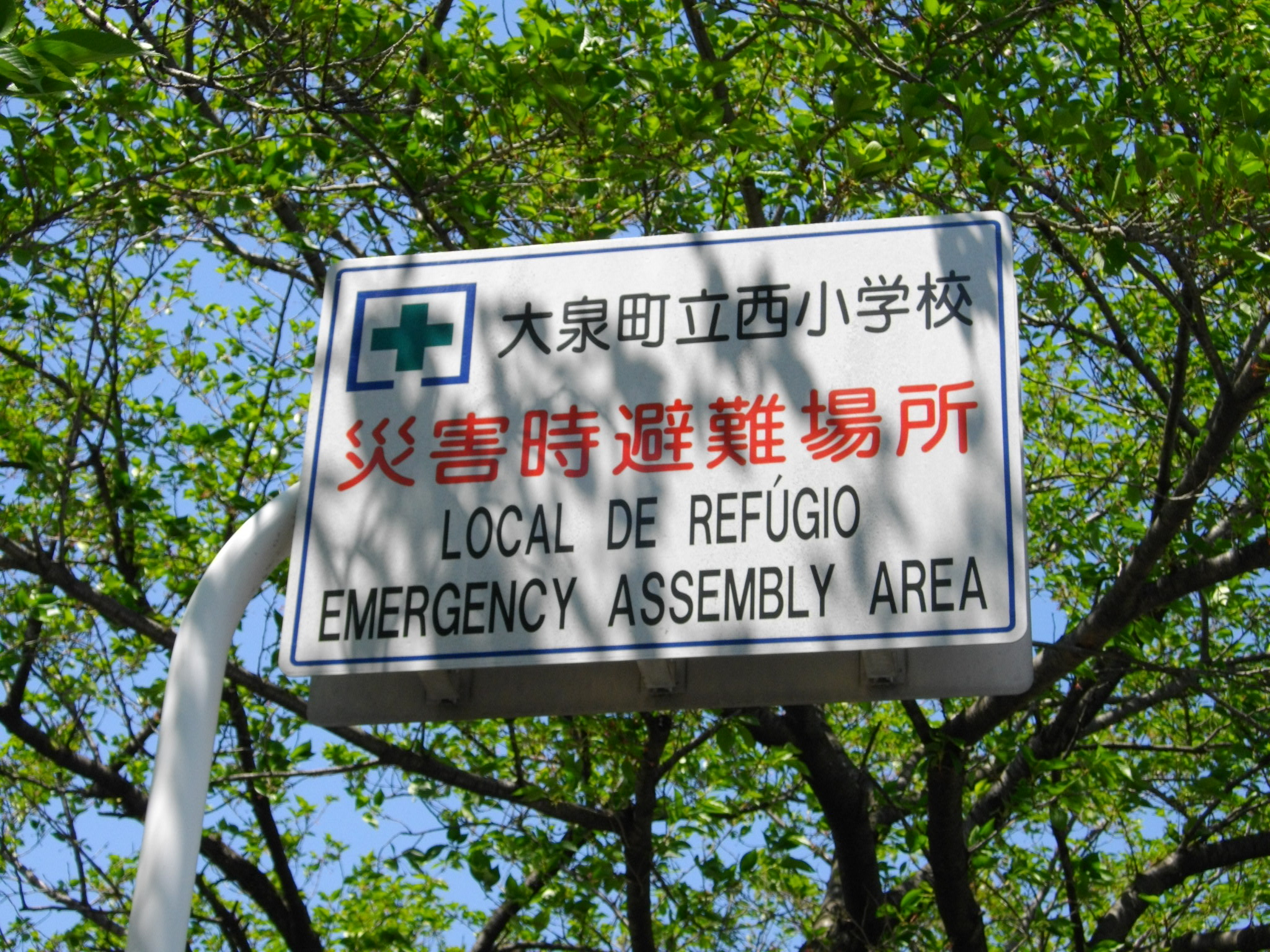
일본 오이즈미의 일본어, 포르투갈어, 영어 다국어 표지판. 일본계 브라질인의 귀국 이민으로 인해 이 마을에는 대규모 포르투갈어 사용 공동체가 형성되었다.

- 스리랑카: 과거 실론 (포르투갈어로 Ceilão)으로 알려졌던 이 섬의 첫 유럽 방문객은 포르투갈인이었으며, 그들이 섬에 원래 이름을 붙였다. 이 섬에는 스리랑카 포르투갈어 크리올을 사용하는 포르투갈 부르거 소수 민족이 살고 있다. 스리랑카는 2006년과 2014년에 루소포니아 경기 대회에 참가했다.
- 인도: 고아주는 1961년까지 포르투갈 제국의 일부였다. 인도는 2006년과 2014년에 루소포니아 경기 대회에 참가했다. 고아는 CPLP에 참관인으로 가입하기 위한 인도 정부의 허가를 기다리고 있다.[5] 고아에서 포르투갈어를 사용하는 비교적 소수의 사람들은 대부분 고령자이다. 다드라 나가르하벨리 다만 디우 연방 직할령도 포르투갈령 인도의 일부였다. 고아와 마찬가지로 포르투갈어 화자의 수가 줄어들고 있으며 이들 또한 고령자이다. 다만 디우에는 인도-포르투갈 크리올도 있다. 고아, 다만, 디우에는 포르투갈어 유창한 화자가 3%~5% 정도 있을 것으로 추정된다. 이 언어는 2014년 현재 약 10,000명이 여전히 사용하고 있으며, 약 1,500명의 학생들이 고아에서 포르투갈어를 배우고 있었다.[6]
- 말레이시아 및 싱가포르: 말레이시아의 믈라카주와 싱가포르 도시 국가는 겐트 크리상의 고향이다. 이들은 포르투갈 혈통을 주장하며 포르투갈어 어휘를 기반으로 한 크리올어인 파피아 크리상을 사용하는 유라시아인 공동체이다. 말라카 포르투갈인 정착촌은 이 지역의 관광 명소이며, 포르투갈어 유산은 크리상족의 요리, 건축, 민속에서 찾아볼 수 있다. 말레이시아 정부의 승인을 기다리는 중인 믈라카는 CPLP에 준회원 옵저버로 가입할 수 있다.
- 마카오: 포르투갈어는 중국 중화인민공화국 특별행정구인 마카오에서 중국어와 함께 공동 공식 언어이다. 마카오는 아시아에서 포르투갈어 학습의 중심지가 되었으며, 중국이 CPLP 회원국들과 외교적으로 관계를 맺는 주요 창구가 되었다. 마카오는 2006년 제1회 루소포니아 경기 대회를 개최했다. 마카오 언어는 현재 화자 수가 100명 미만으로 심각한 멸종 위기에 처해 있지만, 포르투갈어 화자 수도 1999년 반환 이후 감소했다. 그러나 2002년 이후 사설 포르투갈어 수업 등록은 1,000명으로 세 배 증가했으며, 이는 공립학교가 포르투갈어를 제공하게 하여 5,000명 이상의 학생을 유치하게 했다.[7] 현재 인구의 약 3%가 포르투갈어를 모국어로 사용하며, 7%는 유창하게 구사한다고 한다.[8]
- 동티모르: 이 동남아시아 국가는 2002년 인도네시아로부터 독립하면서 포르투갈어를 공식 언어로 추가했다. 2004년 인구조사에 따르면 응답자의 36%가 "포르투갈어 능력이 있다"고 답했다.[9] 민족 간 공용어인 테툼어는 포르투갈어에서 유래한 차용어가 많아 테툼어 화자가 포르투갈어를 비교적 쉽게 배울 수 있게 한다.
- 일본: 2023년 6월 기준, 약 210,563명의 일본 내 브라질인이 일본에 거주하고 있다.[10]

## CPLP
아시아의 여러 지역은 포르투갈어권 공동체(CPLP)에 참여할 의사를 표명했다. 말레이시아의 믈라카주, 마카오, 인도의 고아주는 모두 관찰자 또는 준회원 자격을 신청했으며, 각각 말레이시아, 중국, 인도 정부의 허가를 기다리고 있다. 동티모르는 21세기 초 독립 직후 CPLP에 가입했다. 인도네시아, 대한민국, 중화민국 또한 CPLP 가입에 관심을 표명했다.

## 카몽이스 문화원
카몽이스 문화원은 마카오, 고아주, 부산광역시, 도쿄, 딜리에 언어 센터를 운영하고 있다.

## 지역 규범 및 음운론
아시아에서는 유럽 포르투갈어(português-padrão)가 쓰기와 말하기의 기본 규범을 형성하며, 이는 동티모르와 마카오에만 해당된다.

## 같이 보기
- 동티모르 포르투갈어
- 고아 포르투갈어
- 마카오 포르투갈어